# Cornu (okręg Dolj)
Cornu – wieś w Rumunii, w okręgu Dolj, w gminie Orodel. W 2011 roku liczyła 559 mieszkańców.